# Xenaroswelliana
Xenaroswelliana is een geslacht van kevers uit de familie van de loopkevers (Carabidae). De wetenschappelijke naam van het geslacht is voor het eerst geldig gepubliceerd in 2007 door Erwin.

## Soorten
Het geslacht Xenaroswelliana is monotypisch en omvat slechts de volgende soort:
- Xenaroswelliana deltaquadrant Erwin, 2007